# Rain Note
Rain Note（レインノート）は、日本の音楽ユニットである。「Rain（雨）」と「Note（音符）」をあわせた『雨だれの奏でる音楽』という意味で名づけられた。所属レコード会社は、インデックスミュージック。

## メンバー
- GEN（作曲・編曲・演奏担当）
- Aramary（ボーカル担当）
- 堂安一途（作詞担当）

## ディスコグラフィー

### アルバム
- LIFE～祈り～（2007年2月21日発売）

1. Intro
2. 誕生
3. 歩いていこう
4. 海風と波のお話
5. 手をつなごう
6. 星空に祈りを
7. TOWA
8. Outro

### シングル
- Fellow（2007年4月25日発売）

1. Fellow（「美少女戦麗舞パンシャーヌ」エンディングテーマソング）
2. キズナ
3. Fellow（instrumental）
4. キズナ（instrumental）